# Louis Ferron
Pour les articles homonymes, voir Ferron.
Aloysius (Louis) Ferron, né à Leyde le 4 février 1942, mort à Haarlem  (aussi connu sous les noms de Karl Heinz, Karl Heinz Beckering, Aloysius Ferron) le 26 aout 2005 est un écrivain néerlandais, également poète et, à l’occasion, traducteur. On retrouve dans son œuvre une fascination pour l’histoire de la culture de l’Europe de l’Ouest, en particulier pour la culture allemande; il y démontre comment la réalité est souvent beaucoup plus complexe que ne le laisseraient supposer les apparences trompeuses.

## Biographie
Né Karl Heinz Beckering, Louis Ferron naquit d’une relation hors-mariage entre un soldat allemand déjà marié et une serveuse de Haarlem du nom de Ferron. Son père l’amena avec lui en Allemagne mais fut tué peu avant la fin de la Deuxième Guerre mondiale. Karl Heinz fut alors recueilli à Brême par l’épouse de son père. La guerre terminée, le garçon retourna aux Pays-Bas et vécut dans la famille de sa mère où il fut renommé Aloysius (Louis) Ferron. Il fit toutefois des séjours dans diverses familles et maisons d’accueil pour enfants.  Il voulut d’abord devenir peintre et suivit les cours du peintre Henri Boot. À dix-huit ans il épousa Mischa Proper, fille de l’autrice Lizzy Sara  May. Cette dernière ainsi que sa mère et le deuxième époux de celle-ci, Oscar Timmers, l’encouragèrent à développer ses dons pour l’écriture.
En 1972, il épousa Agaath de Vries avec laquelle il vécut douze ans. Sur ses conseils, il se consacra entièrement à l’écriture. Par la suite, il devait épouser en 1985 Marianne Schade van Westrum et, plus tard, Lilian Blom.
Louis Ferron fit ses débuts littéraires en mai 1962 avec une série de poèmes intitulés Kleine Krijgskunde publiés par le journal  Maatstaf , lequel fit également paraitre en aout 1965 sa nouvelle Ergens bij de grens. Sa première publication indépendante fut un recueil de poèmes intitulé Zeg nu zelf, is dit ontroerent?, publié en 1967. En 1974 suivit un second recueil intitulé Grand Guignol. Par la suite, il devait produire surtout des œuvres en prose, lesquelles le firent connaitre du grand public. Il traduisit également des œuvres de James Baldwin et de Vladimir Nabokov.
Il devait mourir à l’âge de soixante-trois ans à Haarlem des suites d’un cancer intestinal, trois jours seulement après avoir reçu la première copie de son dernier roman, Niemandsbruid. 

## Thèmes
L’œuvre de Ferron trouve ses sources chez Friedrich Nietzsche et Sigmund Freud. Il fut influencé par Thomas Bernhard et, surtout, par Louis-Ferdinand Céline.  Dans ses romans, l’auteur dénonce les idéologies et illusions romantiques qui recouvrent souvent les tumultes de désirs secrets voilés par les conventions de la société. Plusieurs critiques ont qualifié son œuvre de « postmoderne » en raison de sa représentation de la réalité comme impossible à connaitre véritablement. Ainsi, dans Turkenvespers (1977), le principal protagoniste, déjà peu fiable comme narrateur, en vient à se demander s’il existe réellement ou s’il n’est que le jouet de l’imagination perverse d’un réalisateur de cinéma. 
De la même façon son traitement des sujets historiques dépeint une réalité souvent illusoire. L’histoire de l’Allemagne exerça sur lui une véritable fascination. Ses romans Gekkenschemer, Het stierenoffer, et De keisnijder van Fichtenwald  sont souvent appelés La trilogie teutonne et furent republiés en 2002 en un seul volume.

## Prix
- Prix Multatuli, 1977, pour De Keisnijder van Fichtenwald of de Metamorfose van een Bultenaar

- Prix littéraire AKO, 1990, pour Karelische nachten

- Prix Ferdinand-Bordewijk, 1994, pour De walsenkoning

- Prix Constantijn-Huygens , 2001, pour l’ensemble de son œuvre.

## Œuvre
- 1967 - Zeg nu zelf, is dit ontroerend? (poésie)

- 1974 - Grand Guignol (poésie)

- 1974 - Gekkenschemer, roman,  (ISBN 9023404866)

- 1975 - Het stierenoffer: geschiedenis van een incubatie, roman,  (ISBN 90-234-05064))

- 1976 - De keisnijder van Fichtenwald of De metamorfosen van een bultenaar,roman,  (ISBN 9023405242)

- 1977 - Mattheus passie: operalibretto naar de Mattheus Passie van J.S. Bach en C.F. Heinrici (avec Louis Andriessen, livret d’opéra,  (ISBN 9062805280))

- 1977 - Turkenvespers, roman,  (ISBN 9023405986)

- 1978 - De hemelvaart van Wammes Waggel, essais, (ISBN 9023415280)

- 1979 - De Gallische ziekte, roman,  (ISBN 9023406680)

- 1980 - De ballade van de beul, roman,  (ISBN 9023407024)

- 1981 - Berlin Alexanderplatz. Fassbinder contra Döblin, essai

- 1981 - Plicht!, roman,  (ISBN 9023407423)

- 1981 - De keldergang der heren (histoire, Société Teisterbant de Haarlem,   (ISBN 9022840883))

- 1982 - Hoor mijn lied, Violetta, roman,  (ISBN 9023407989)

- 1983 - Een marmeren graf (avec  F. Marijnen)

- 1984 - Alpengloeien: vertellingen uit een keizerrijk en later  (ISBN 9023408942)

- 1986 - Aan de Wannsee: libretto voor een kamer-opera  (ISBN 9070630141)

- 1986 - Over de wateren  (ISBN 902340968X)

- 1987 - La paloma: een spel in achttien scènes, gebaseerd op Richard Wagners libretto voor "Der fliegende Holländer"

- 1987 - Toonkunst, nouvelle,  (ISBN 9023430255)

- 1989 - Karelische nachten, roman

- 1991 - Haarlem

- 1991 - Spergebied, roman,  (ISBN 978-9023431930),  (ISBN 9023431936)

- 1991 - Voor de val, poésie,  (ISBN 9023446925)

- 1993 - De Walsenkoning: Een duik in het autobiografische diepe

- 1994 - De gehuurde hand

- 1995 - Een aap in de wolken: de niet zo vrolijke ballade van een monter ingezet kunstenaarschap  (ISBN 9023434919)

- 1997 - Liederen van een andere zee, poésie

- 1997 - Tinpest

- 1998 - Hier ligt Boot  (ISBN 9025730868)

- 1998 - Viva suburbia

- 2000 - De oefenaar

- 2002 - Het overspelige gras  (ISBN 9055428973)

- 2003 - Werken van barmhartigheid  (ISBN 9023411633)

- 2004 - Hoe Mozart Casanova sloeg  (ISBN 9023416198)

- 2004 - Eenzame Boksers, vier Eenakters  (ISBN 9073202582)

- 2005 - Niemandsbruid  (ISBN 902341764X)